# Bohumil Boček
Armádní generál Bohumil Boček, někdy uváděn i jako Bohumil Boček-Chodský (4. listopadu 1894, Sivice – 16. října 1952, Valdice) byl československý generál, legionář v Rusku (1916–1920), příslušník protinacistického odboje, náčelník Hlavního štábu československé branné moci (1945–1948) a jedna z obětí komunistického teroru. Je pohřben v Dubicku.

## Kariéra

### První světová válka
V roce 1914 zahájil první světovou válku v řadách rakousko-uherské armády, 15. prosince byl u Gorlice zajat a v roce 1916 vstoupil do Československých legií v Rusku. Bojoval v řadách 3. střeleckého pluku, s nímž prošel sibiřskou anabází. V roce 1918 obdržel důstojnickou hodnost a stal se velitelem roty.

### Meziválečné období
Od roku 1935 velel hraničářskému praporu.
Po okupaci a rozpuštění československé armády byl převeden do Vládního vojska, odkud ale na vlastní žádost odešel a zapojil se do domácího protinacistického odboje v řadách Obrany národa, kde ve spolupráci s Jaroslavem Vedralem a Čeňkem Kudláčkem organizoval odchody československých letců do zahraničí, ale brzy musel přejít do ilegality a v únoru 1940 opustit protektorát a přes Slovensko, Maďarsko a Jugoslávii doputoval do Francie.

### Druhá světová válka
Za druhé světové války se začlenil do zahraničního protinacistického odboje. V exilu začal užívat krycí jméno Chodský. Byl přednostou odboru Ministerstva národní obrany u exilové vlády v Londýně,
absolvoval výsadkářský kurs, ale pro zranění páteře k jeho vysazení nedošlo a posléze se stal zástupcem velitele Československé obrněné brigády ve Velké Británii a ještě později nejprve zástupcem velitele a posléze velitelem 1. československé pěší brigády v Sovětském svazu.
Mezitím byla 24. října 1942 nacisty v koncentračním táboře Mauthausen popravena střelou do týla z malorážní pistole v odstřelovacím koutě mauthauzenského „bunkru“ jeho manželka Zdeňka Bočková, spolu se svými rodiči: Antonínem Pouznarem (1881–1942) a Zdeňkou Pouznarovou (rozenou Zdenkou Procházkovou, 1885–1942).
Již 20. srpna 1944 byl povýšen do hodnosti brigádního generála. Od prosince 1944 byl zástupcem velitele 1. čs. armádního sboru v SSSR a mezi 8. březnem a 6. dubnem 1945 byl, v době pobytu Ludvíka Svobody v Moskvě, zastupujícím velitelem sboru.
Významně se podílel na poválečné obnově Československé armády, 12. dubna 1945 byl, na návrh Košické vlády, jmenován náčelníkem Hlavního štábu československé branné moci.
Dne 1. prosince 1945 uzavřel v Kroměříži sňatek s JUDr. Annou Hamalovou.

### Po roce 1948
K 1. červnu 1945 byl povýšen na divizního a dnem 24. května 1946 na armádního generála.
V průběhu vládní krize v únoru 1948 spolu s Karlem Klapálkem nepřímo podpořil prokomunistický postoj ministra národní obrany Ludvíka Svobody.
Po nástupu komunistů k moci se podílel na čistkách v armádě, zejména propouštěním důstojníků a rotmistrů nepohodlných novému režimu. Po zatčení syna z prvního manželství Zdeňka za protistátní činnost byl 31. 7. 1948 odvolán z funkce náčelníka Hlavního štábu. Po krátkém působení v méně významných funkcích byl odeslán na zdravotní dovolenou a poté přeložen do výslužby (1950), zbaven platu a hodnosti (1951), zatčen (únor 1952) a v červenci 1952 Státním soudem ve vykonstruovaném procesu odsouzen za vyzvědačství, vlastizradu a další trestné činy k doživotnímu vězení. Zemřel jako mukl na následky špatného zacházení a odepření nutné léčby (trpěl cukrovkou a byl mu odepřen inzulin) ve věznici ve Valdicích.
Dne 22. května 1962 Vojenské kolegium Nejvyššího soudu zrušilo všechny body žaloby proti němu, mimo vojenské zrady. Rozsudkem Vyššího vojenského soudu v Příbrami ze dne 8. 1. 1972 byl zrušen i tento bod. O jeho plné rehabilitaci a navrácení vojenské hodnosti bylo rozhodnuto až po listopadu 1989.